# Alenia Aeronautica
Alenia Aeronautica è stata una società italiana del settore aeronautico nata nel 1990 dalla fusione di Aeritalia con Selenia, dando vita alla società Alenia, trasformata in Alenia Aerospazio nel 1996 e infine nel 2000 in Alenia Aeronautica. Era uno dei quattro settori in cui era suddivisa Alenia, assieme ad Alenia Spazio (ora Thales Alenia Space), Alenia Difesa e Alenia Sistemi Civili.
Il 1º gennaio 2012 è confluita in Alenia Aermacchi.

## Voci correlate

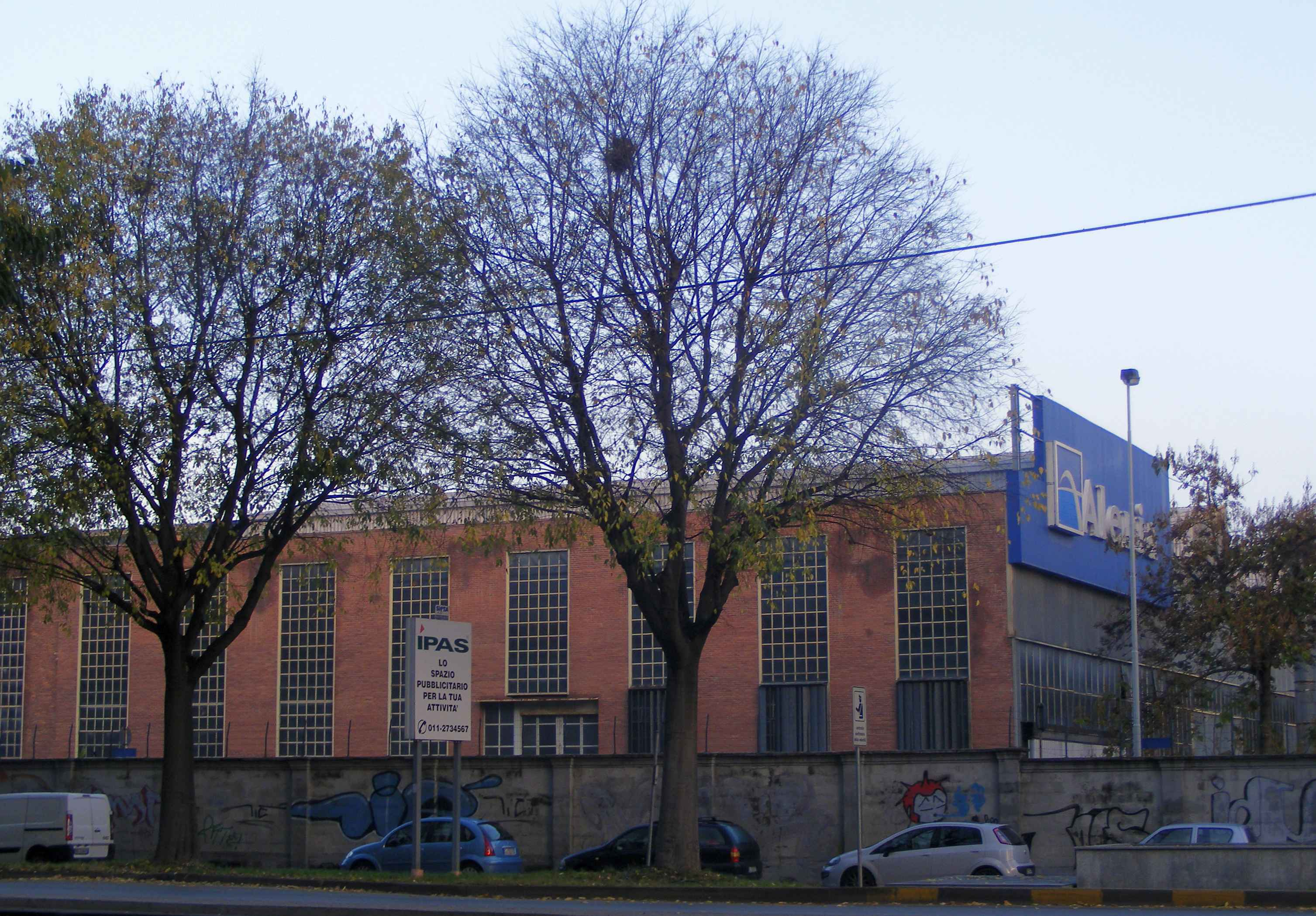
Lo stabilimento di Torino